# آيفانغورود
آيفانغورود (الروسية: Ивангород) هي إحدى مدن روسيا في الكيان الفدرالي الروسي لينينغراد أوبلاست.

## توأمة
لآيفانغورود اتفاقيات توأمة مع كل من:
- تشتانوفا
- نارفا
- Kamienna Góra [الإنجليزية]‏
- Karlskoga Municipality [الإنجليزية]‏